# Carina Pesch
Carina Pesch (Leipzig?, 1983) és una artista contemporània alemanya. Està especialitzada en so, treballant en documentals i peces artístiques de ràdio.
Ha treballat la tècnica de la parla automàtica, creada per Antje Vowinckel. En el camp de la performance ha fet Follow Me, on seguia desconeguts que tenia al seu voltant. Posteriorment s'adaptà com a obra per a la ràdio.